# Sis Hopkins
Sis Hopkins é um filme norte-americano de 1919, do gênero comédia, dirigido por Clarence G. Badger e estrelado por Mabel Normand. Baseado em uma peça de Frank Finzey, o filme foi lançado pela Goldwyn Pictures, em 2 de março de 1919, com uma duração de 50 minutos e foi posteriormente refilmado em 1941 com o comediante hillbilly Judy Canova.

## Elenco
- Mabel Normand ... Sis Hopkins
- John Bowers ... Ridy Scarboro
- Sam De Grasse ... Vibert
- Thomas Jefferson ... Pa Hopkins
- Nick Cogley ... Ridy's Father
- Eugenie Forde ... Miss Peckover